# Modni oblikovalec
Modni oblikovalec je likovni ustvarjalec, ki oblikuje tekstilije in oblačila, modne dodatke iz tekstila in usnja ter sorodnih materialov, ilustrira modno vizijo (modna skica), načrtuje, organizira in sodeluje pri nadzoru nastajanja izdelkov oz. kolekcije.
Modni oblikovalec ima tudi svojo lastno kolekcijo, ki jo tudi predstavi na modni pisti.

### Delovna področja
Delovna področja modnega oblikovalca so modna oblačila in dodatki za različne skupine ljudi, za posamezne letne čase, za vsakdan ali za posebne priložnosti. Oblikuje in opremi tudi prostore, stanovanja ali pa oblikuje ure in nakit.

### Delovni pripomočki
Modni oblikovalec uporablja različne delovne pripomočke in opremo, šivalni stroj, krojilne pole in tkanine. Če dela z nakitom, uporablja graverska orodja za oblikovanje. Vse bolj uporablja računalnik in specializirane programe za oblikovanje.

### Izdelek in storitev
Modni oblikovalec oblikuje predvsem oblačila in modne dodatke.

### Znanja in spretnosti
Predvidena izobrazba za modnega oblikovalca je končana Srednja šola za oblikovanje, smer modno oblikovanje. Modni oblikovalec se pogosto dogovarja z naročniki modnih izdelkov in delodajalcem in je komunikativen.

### Psihofizične sposobnosti
Modni oblikovalec mora imeti dobro psihofizično zmogljivost in je zmožen natančnega in podrobnega dela z posameznimi fazami oblikovanja, ki združene v celoto privedejo do želenega modnega izdelka.

### Interesi
Modni oblikovalec pozna različne vrste blaga in sodeluje z oblikovalci tekstila. Poznati mora zgradbo oblačila, rezanje kroja in tehnične postopke, čeprav ni neposredno vključen v ta opravila.

### Razmere za delo
Modni oblikovalec običajno dela v urejenih delovnih razmerah. V pisarni ali studiu je njegov pripomoček računalnik z grafičnimi programi, ki omogoča izdelavo estetsko oblikovanih oblačil in modnih dodatkov. Pogosto je na poti, saj obiskuje proizvajalce oblačil, modne sejme in predstavitve sezonskih kolekcij oblačil.